# 33626 Jasonsmith
33626 Jasonsmith este o planetă minoră (asteroid), cu un diametru de 2,463 km, din centura de asteroizi. A fost descoperită pe 12 mai 1999 la Experimental Test Site⁠(d) de Lincoln Near-Earth Asteroid Research. 
Obiectul prezintă o orbită caracterizată de o semiaxă mare de 2,5390042 UAi, o excentricitate de 0,14, o înclinație de 7,30398 ° în raport cu ecliptica.